# 道祖土 (さいたま市)
道祖土（さいど）は、埼玉県さいたま市緑区の町丁。現行行政地名は道祖土一丁目から道祖土四丁目。住居表示実施地区。郵便番号は336-0907。さいたま市の難読地名の一つに数えられる。

## 地理
さいたま市緑区西部の大宮台地（浦和大宮支台）に位置する。地区の東側を大字三室や中尾、南側を原山、西側を浦和区瀬ヶ崎、北側を浦和区大東と接する。最寄り駅の北浦和駅からは3 km強。地区北部を通る埼玉県道1号さいたま川口線（第二産業道路）沿いを中心にロードサイド店舗が広がっている。生産緑地地区として畑などの農地も点在するが、地区内は主に住宅地で、宅地開発が進んでいる。

### 地価
住宅地の地価は、2017年（平成29年）1月1日の公示地価によれば道祖土四丁目27-2の地点で16万円/m2となっている。

## 歴史
もとは江戸期より存在した武蔵国足立郡浦和領に属する道祖土村であった。1690年（元禄3年）より大谷口村より分村したと云われている。村高は「元禄郷帳」では122石で以降は増減なし。助郷は中山道浦和宿に出役していた。化政期の戸数は30軒余で、村の規模は東西6町・南北8町であった。
地名の由来は諸説あるが、道祖土神の社が建立していた説や、戦国期に道祖土土佐守が当地に居住していた説がある。
- 発足時は幕府領（幕府直轄領）、以降変遷なし[8]。
- 幕末時点では足立郡道祖土村であった。明治初年の『旧高旧領取調帳』の記載によると、代官大竹左馬太郎の支配となる幕府領であった[10]。
- 1868年（慶応4年）6月19日：旧幕府領が武蔵知県事・山田政則（忍藩士）の管轄となる。
- 1869年（明治2年） 
  - 1月13日：武蔵知県事・宮原忠英の管轄区域に大宮県を設置、同県の管轄となる。県庁は東京府馬喰町に置かれる。
  - 9月29日：県庁が浦和に置かれ浦和県に改称。
- 1871年（明治4年）11月13日：第1次府県統合により埼玉県の管轄となる。
- 1879年（明治12年）3月17日：郡区町村編制法により成立した北足立郡に属す。郡役所は浦和宿に設置。
- 1889年（明治22年）4月1日：町村制施行により、三室村、道祖土村が合併し、三室村が成立[11]、三室村の大字道祖土となる。
- 1940年（昭和15年）4月17日：三室村が尾間木村とともに浦和市へ編入され[12]、浦和市の大字となる。
- 1955年（昭和30年）：地内に市営道祖土住宅が建設される[8]。
- 1975年（昭和50年）4月1日：地内に浦和市立道祖土小学校（現・さいたま市立道祖土小学校）が開校する。
- 1982年（昭和57年）8月1日：大字道祖土の全域および大字瀬ヶ崎・大字三室の各一部から道祖土一丁目 - 四丁目が成立。これにより大字道祖土は消滅する[13]。
- 2001年（平成13年）5月1日：浦和市・大宮市・与野市が合併し、さいたま市が発足。同市の町名となる。
- 2003年（平成15年）4月1日：さいたま市が政令指定都市に移行し、同市緑区の町名となる。

## 世帯数と人口
2017年（平成29年）9月1日時点の世帯数と人口は、以下のとおりである。
| 丁目         | 世帯数    | 人口    |
| ------------ | --------- | ------- |
| 道祖土一丁目 | 498世帯   | 1,132人 |
| 道祖土二丁目 | 500世帯   | 1,127人 |
| 道祖土三丁目 | 287世帯   | 734人   |
| 道祖土四丁目 | 750世帯   | 1,955人 |
| 計           | 2,035世帯 | 4,948人 |

## 小・中学校の学区
市立小・中学校に通う場合、学区（校区）は以下のとおりとなる。
| 丁目         | 区域 | 小学校                   | 中学校                 |
| ------------ | ---- | ------------------------ | ---------------------- |
| 道祖土一丁目 | 全域 | さいたま市立道祖土小学校 | さいたま市立木崎中学校 |
| 道祖土二丁目 | 全域 | さいたま市立大東小学校   | さいたま市立木崎中学校 |
| 道祖土三丁目 | 全域 | さいたま市立道祖土小学校 | さいたま市立木崎中学校 |
| 道祖土四丁目 | 全域 | さいたま市立道祖土小学校 | さいたま市立木崎中学校 |

## 交通

### 鉄道
地内に鉄道路線は通っていない。最寄り駅は地点によって異なり、東日本旅客鉄道（JR東日本）各線の浦和駅、または京浜東北線の北浦和駅である。浦和駅は、道祖土四丁目27-2の地点から約3.1 kmの位置にある。

### 道路
- 埼玉県道1号さいたま川口線（第二産業道路）
- 北宿通り

## 施設など
- さいたま市立道祖土小学校
- 埼玉縣信用金庫 大東支店
- るい保育園
- 道祖土第一公園
- 道祖土四丁目第一公園
- 浦和三島公園
- 浦和戸崎公園
- 道祖土向原遺跡
- 道祖土蔵下遺跡